# Gvineja (regija)
Gvineja je tradicionalni naziv za afričku regiju koja leži duž Gvinejskog zaljeva. Proteže se na sjever kroz šumovite, tropske regije, a završava na granici Sahela.
U povijesti je ova regija bila među prvim dijelovima subsaharske Afrike koji su trgovali s Europljanima. Velike količine trgovine u bjelokosti, zlatu i robovima učinile su regiju bogatom, pa su ondje nastala brojna centralizirana kraljevstva koja su se razvijala u 18. i 19. stoljeću. Ta su kraljevstva bila mnogo manja od velikih država prostranog Sahela, imala su daleko veću gustoću stanovništva, te su bila centraliziranija i tehnološki naprednija. Zahvaljujući njima regija je pružila veći otpor europskim napadima od ostatka Afrike, pa je stoga velik dio Gvineje ostao nekoloniziran sve do samog kraja 19. stoljeća.
Ime regije dolazi iz berberskih jezika preko portugalskog jezika, a izvorno je označavalo "zemlju crnaca."
Gvineja se često dijeli na Donju Gvineju, jednu od najgušće naseljenih regija u Africi, a obuhvaća južnu Nigeriju, Benin, Togo i Ganu, te Gornju Gvineju, koja je daleko rjeđe naseljena i proteže se od Obale Bjelokosti do Gvineje-Bissau. Unutar Republike Gvineje obalna ravan se naziva Donjom Gvinejom, a unutrašnjost zemlje Gornjom Gvinejom. 
Europski trgovci u regiji podijelili su regiju na temelju njenih glavnih izvoznih proizvoda. Istočni dio duž Benina i Nigerije nazivao se Obala robova. Područje današnje Gane nazivalo se Obala zlata, a isto je ime dano britanskoj koloniji u tom području. Zapadno od Obale zlata nalazila se Obala bjelokosti, naziv koji još uvijek nosi država te regije. Dalje prema zapadu u području oko moderne Liberije i Sierre Leone nalazila se Obala papra ili Obala žita.

## Države u Gvineji
- Benin
- Ekvatorska Gvineja
- Gana
- Gvineja
- Gvineja Bisau
- Južna Nigerija
- Liberija
- Obala Bjelokosti
- Sijera Leone
- Togo
- Zapadni Kamerun

## Poveznice
- Afrička udubina
- Gvinejski zaljev
- Zapadna Afrika